# سوق مصر

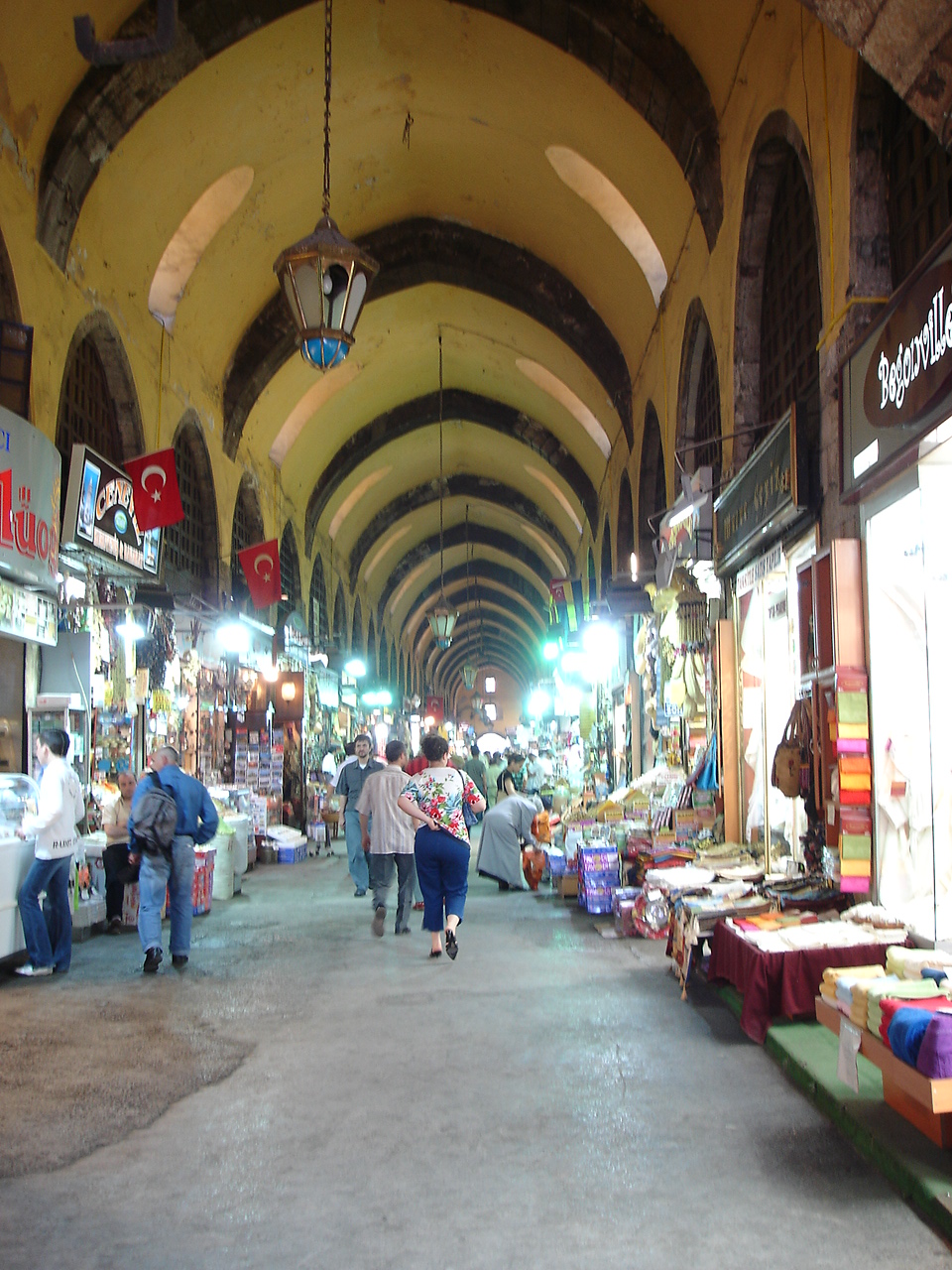
سوق مصر.

سوق مصر (بالتركية: Mısır Çarşısı)‏ هو سوق يقع بمنطقة أمينونو في مدينة إسطنبول. يعتبر ثاني أكبر الأسواق التقليدية في المدينة بعد البازار الكبير.
بدأ العمل في بناء السوق في عهد السلطان مراد الثالث في عام 1597 م.

## معرض صور

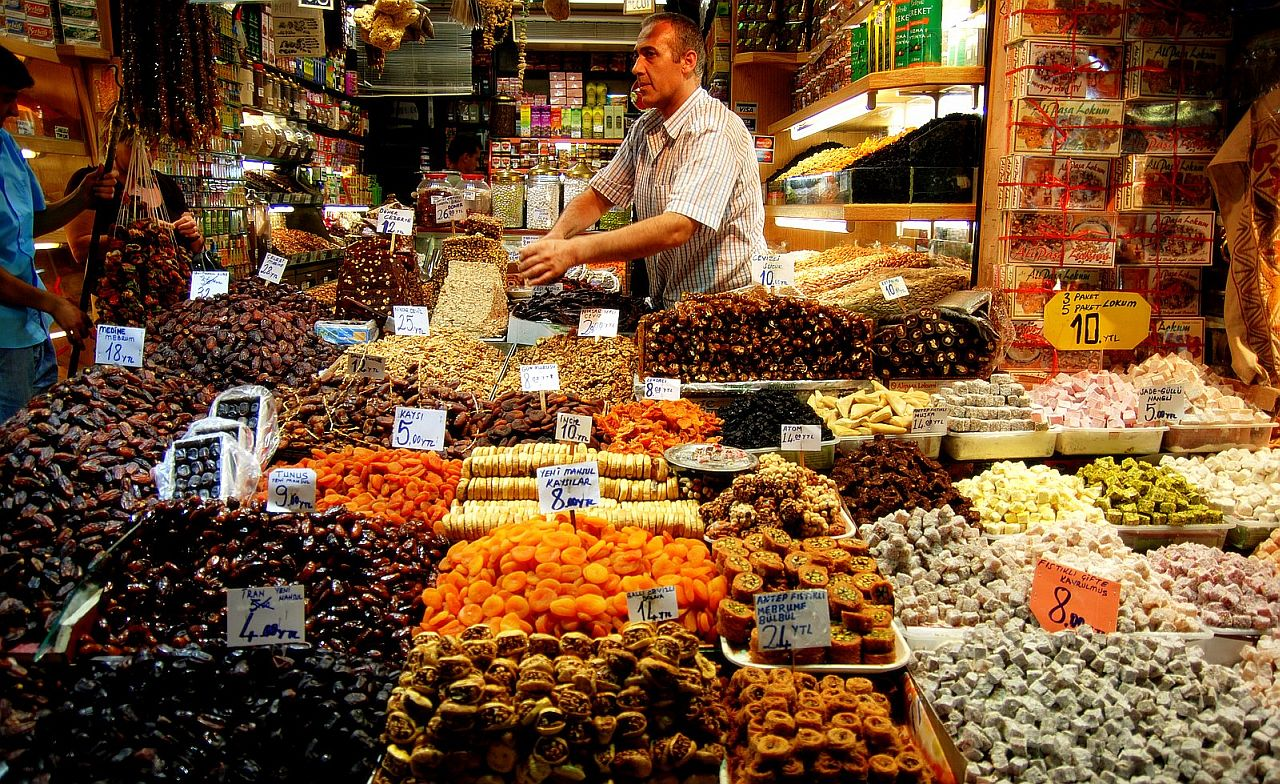
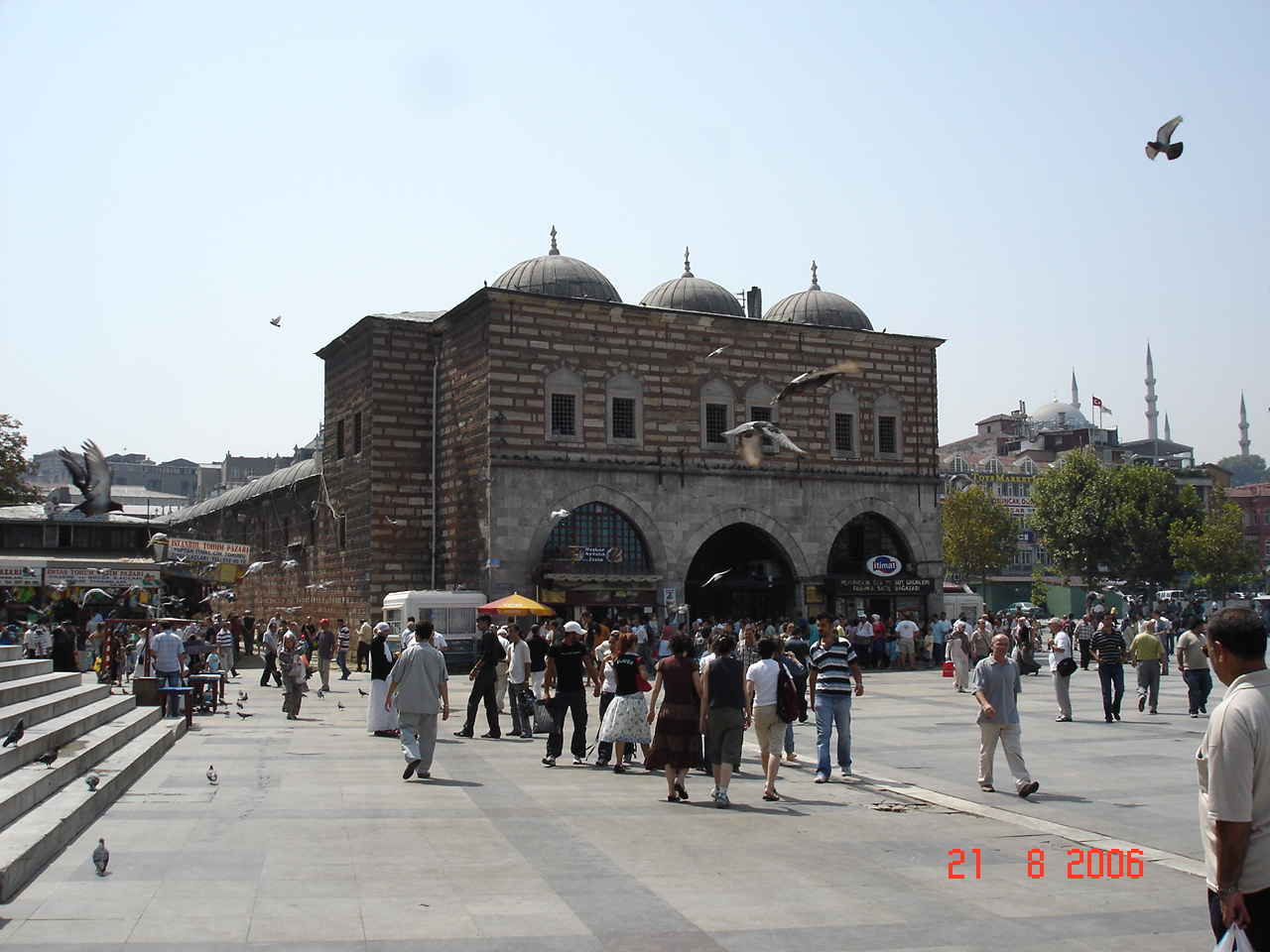
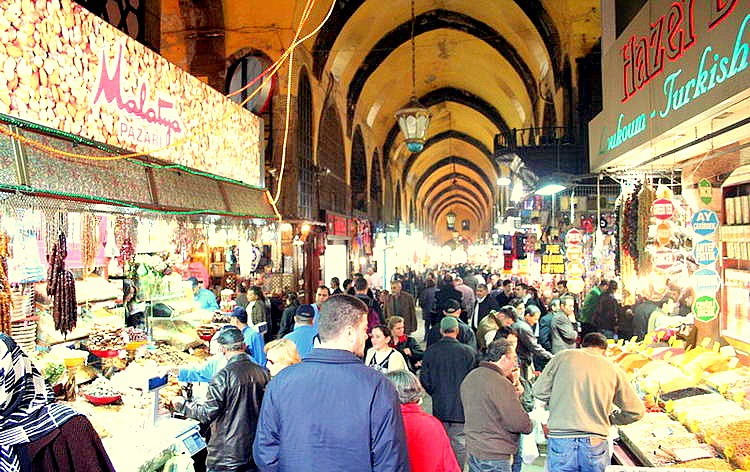
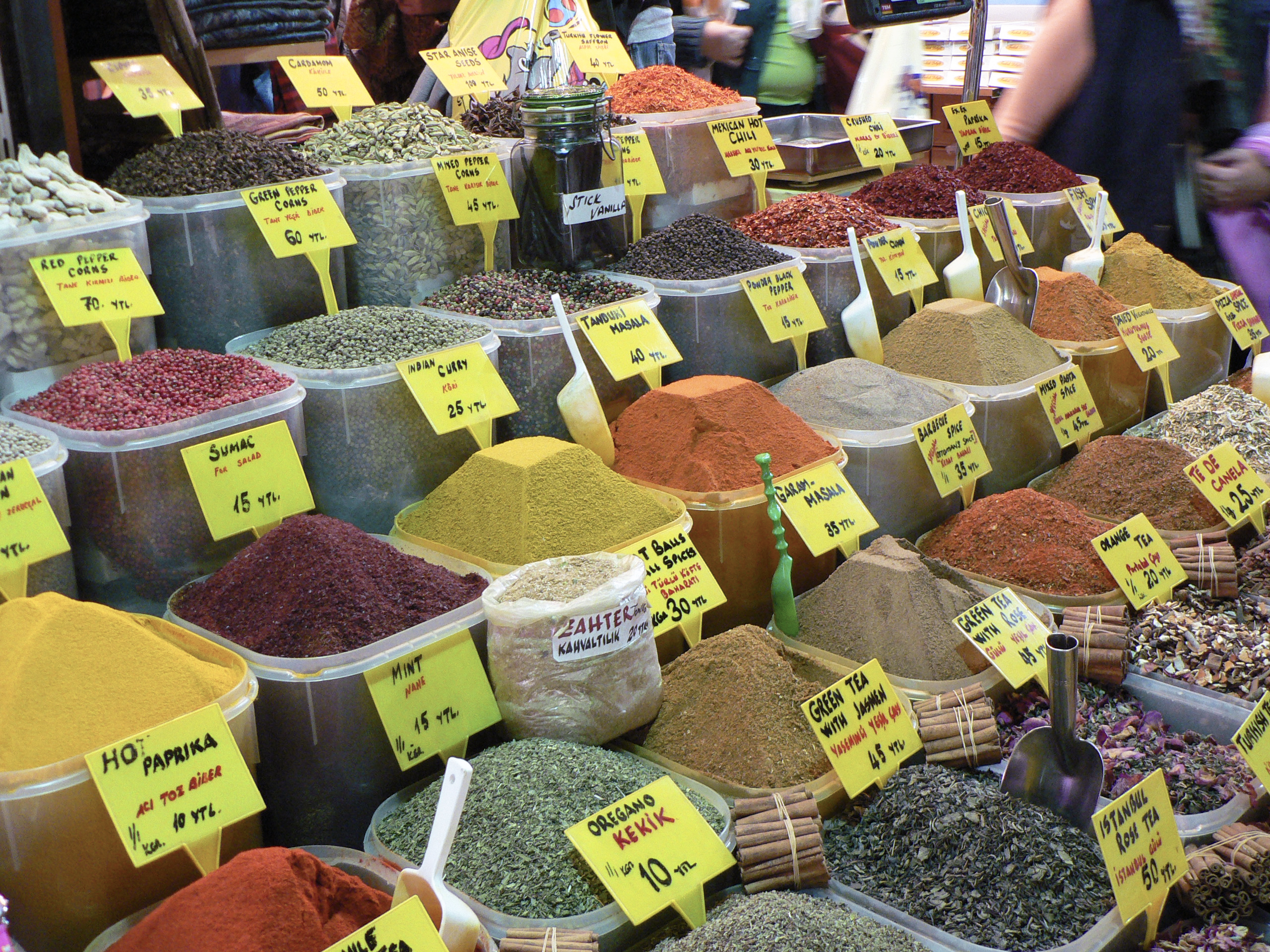
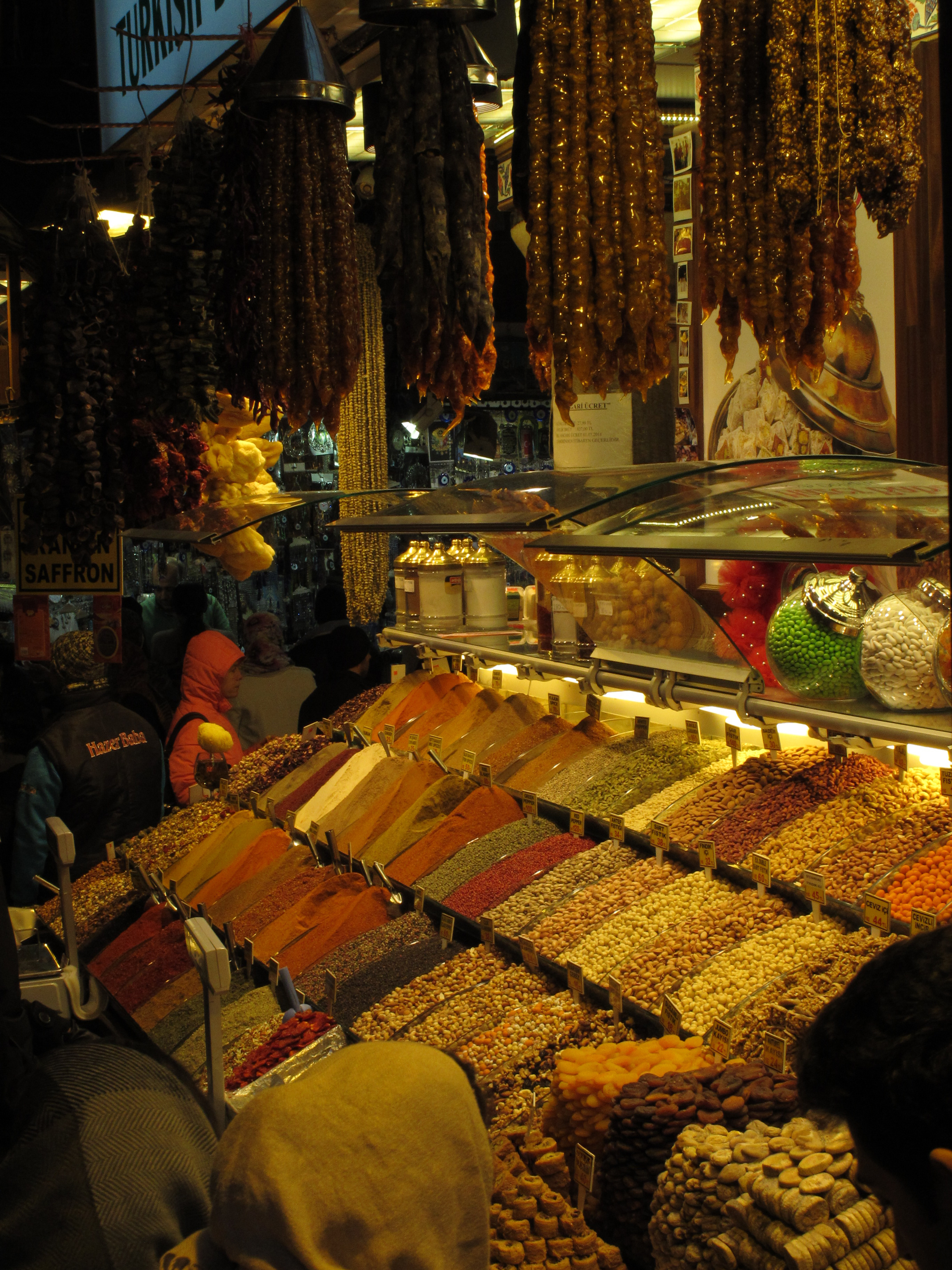

## المصادر

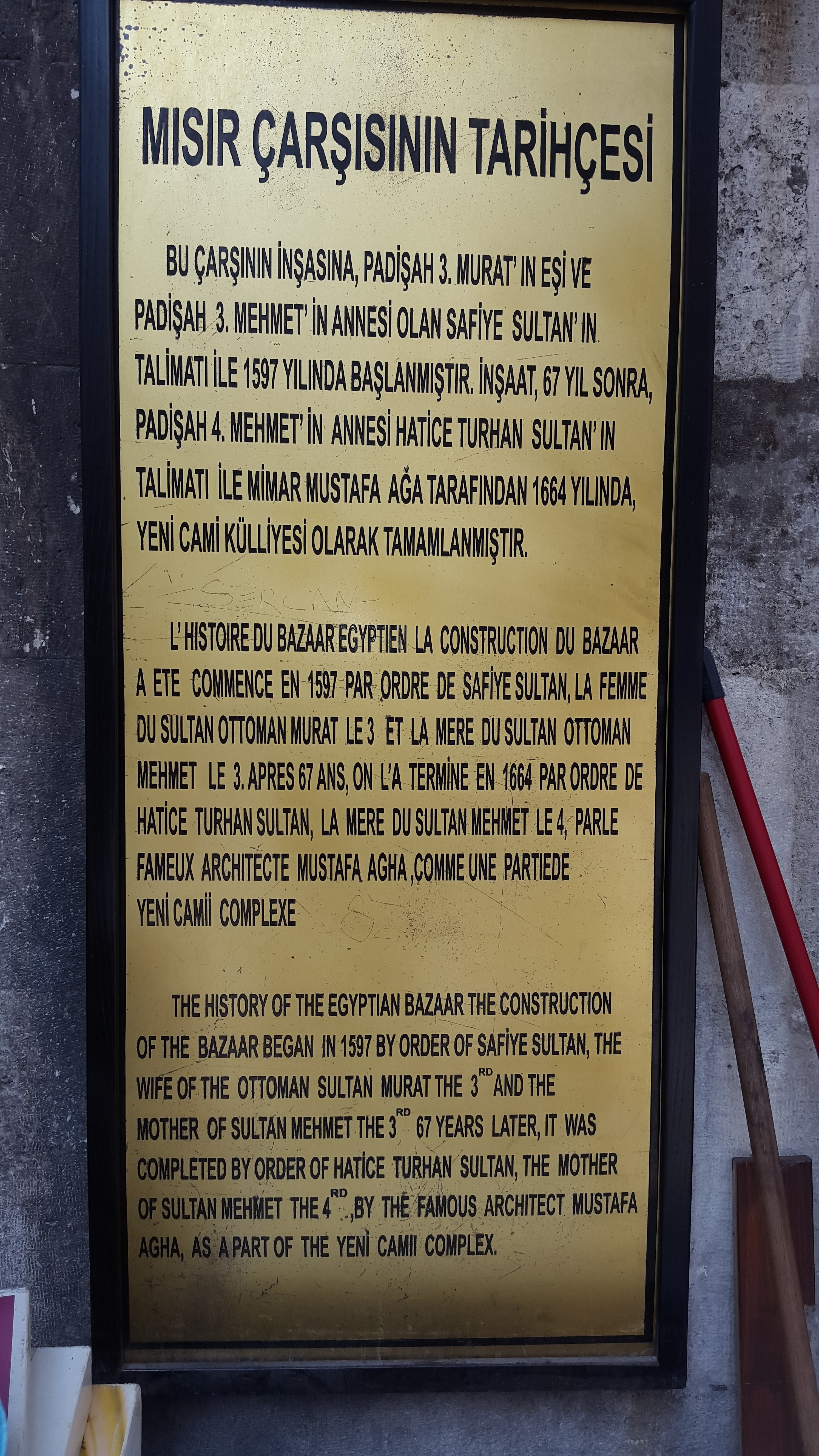
سوق مصر - بازار البهارات